# جان پاسون
 جان پاوسون (انگلیسی: John Pawson؛ زادهٔ ۶ مهٔ ۱۹۴۹) یک معمار اهل بریتانیا است.